# Siddipet (Telangana)
No debe confundirse con Siddipet.
Siddipet es una ciudad censal situada en el distrito de Siddipet en el estado de Telangana (India). Su población es de 40707 habitantes (2011), y 114091 en su área metropolitana. 

## Demografía
Según el censo de 2011 la población de Siddipet era de 40707 habitantes, de los cuales 20302 eran hombres y 20405 eran mujeres. Siddipet tiene una tasa media de alfabetización del 77,67%, superior a la media estatal del 67,02%: la alfabetización masculina es del 87,42%, y la alfabetización femenina del 68,04%.